# Armement préhistorique

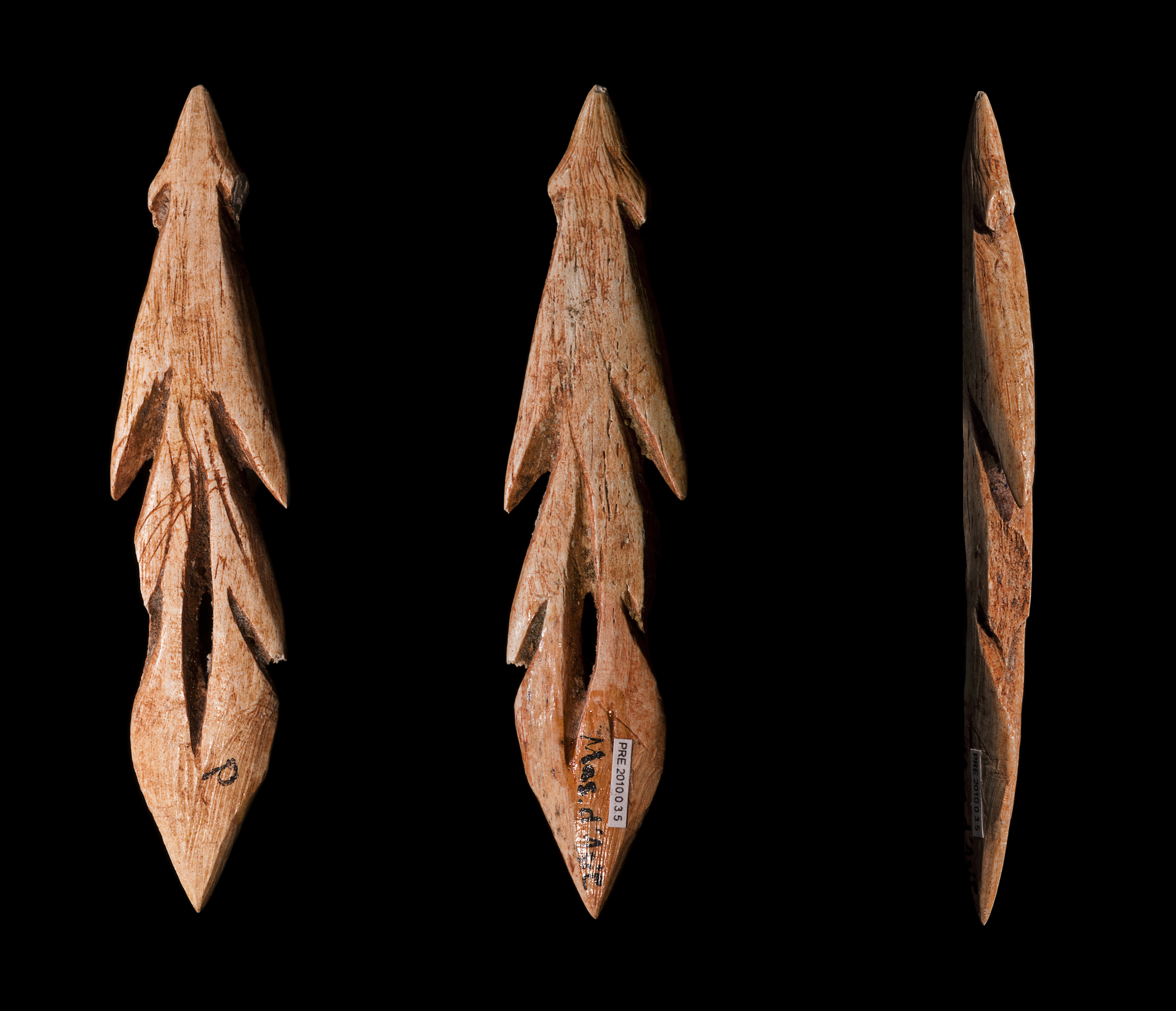
Harpon azilien du Mas d'Azil - Muséum de Toulouse.

La notion d'armement durant la Préhistoire regroupe aussi bien les armes destinées à la chasse qu'à la guerre. La question des armes spécifiques à la guerre est délicate car la période durant laquelle la guerre serait apparue dans l'histoire humaine fait l'objet de discussions. L'armement évolue largement en fonction des principales périodes préhistoriques considérées : Paléolithique, Mésolithique, Néolithique, Âge du bronze, Âge du fer.

## Paléolithique

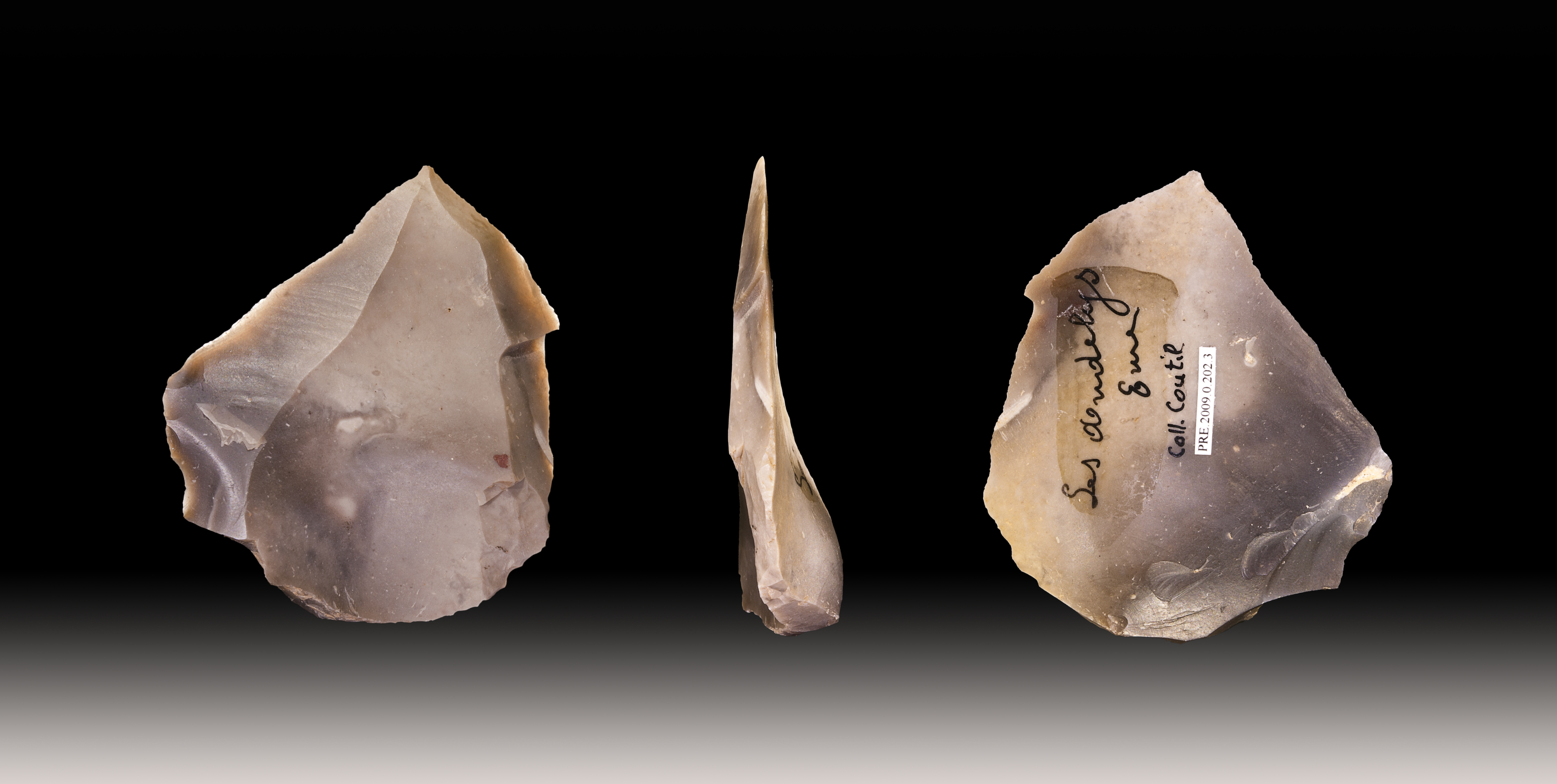
Éclat Levallois
Muséum de Toulouse.

L'utilisation de lances et d'épieux en bois travaillés pour la chasse est attestée au Paléolithique inférieur (Clacton-on-Sea, Angleterre) et au Paléolithique moyen (Lehringen et Schöningen, Allemagne). À Lehringen (Basse-Saxe) a été mis au jour un fragment d'épieu en if fiché dans le thorax d'un éléphant (env. 125 000 ans BP),. Dans le même site, ont été découverts des éclats Levallois ayant servi à découper de la peau et de la viande. À Schöningen, des javelots en épicéa datant d'environ 400 000 ans et un bâton bi-pointe ont été découverts dans une mine de charbon,.

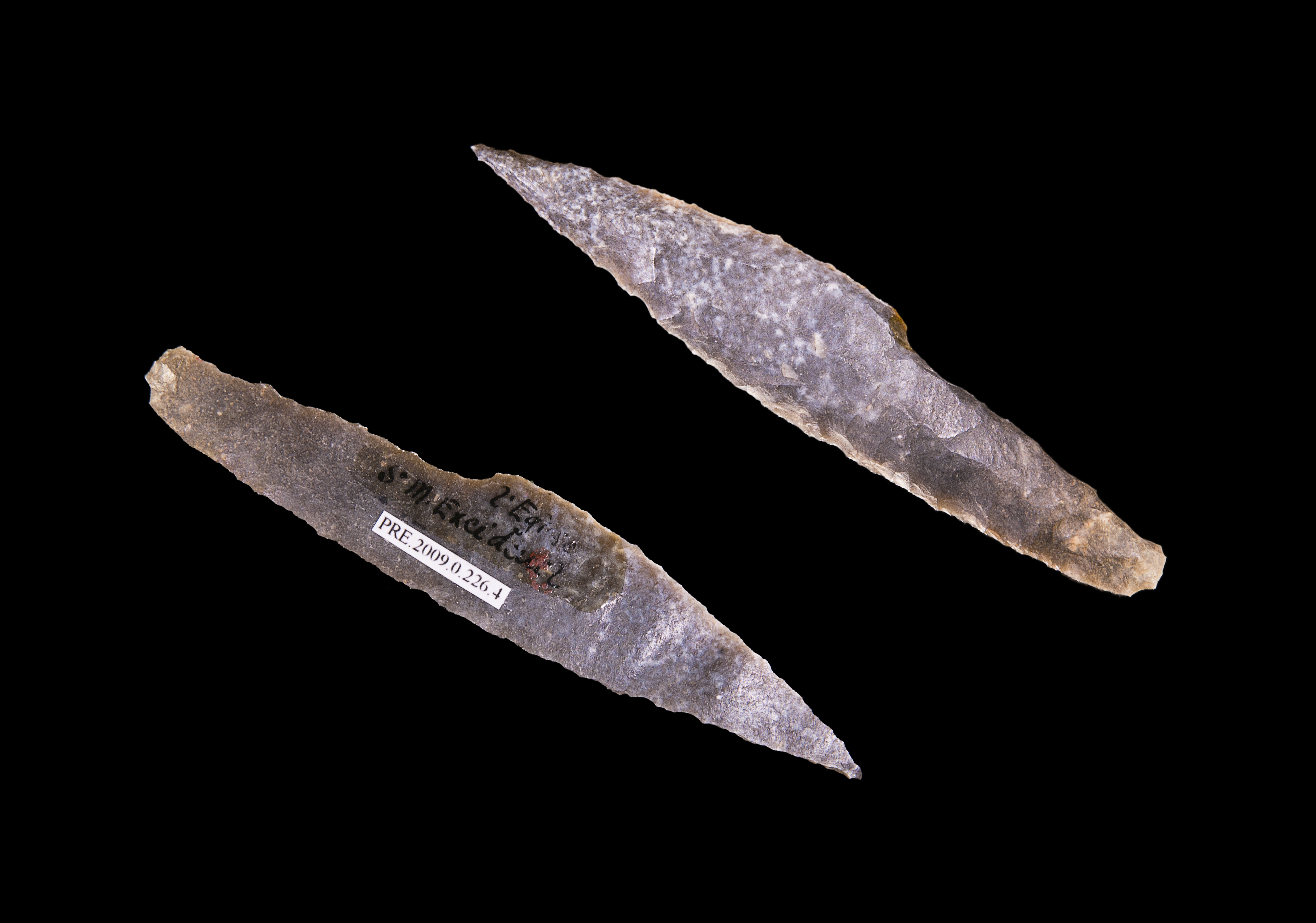
Pointe à cran (Solutréen)
Muséum de Toulouse.

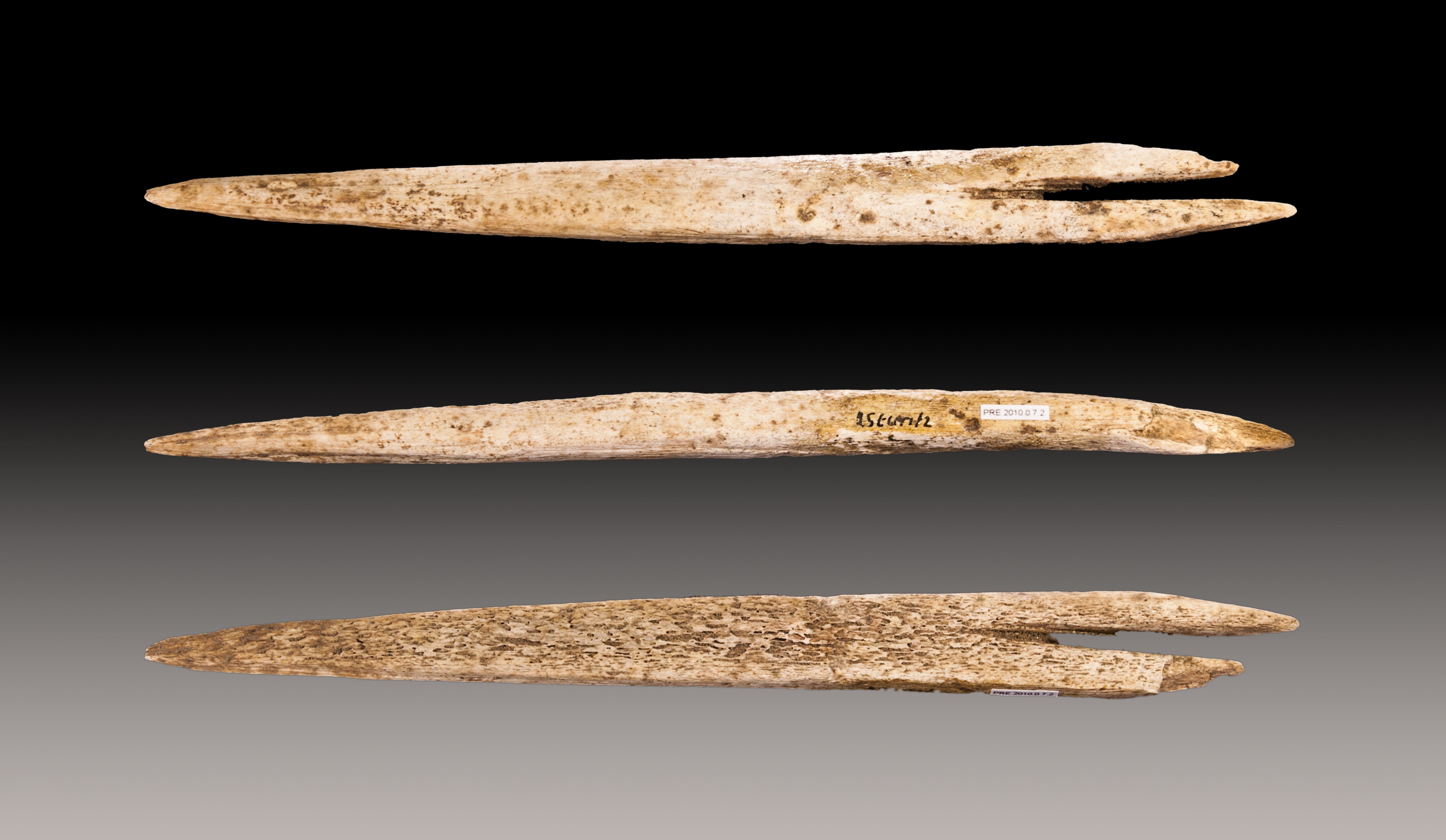
Pointe de sagaie, Magdalénien
Muséum de Toulouse.

La domestication du chien, attestée dès 33 000 ans BP, modifie les techniques de chasse,. L'utilisation de sagaies en os ou en bois de cervidé, de propulseurs et de harpons est attestée à partir du Paléolithique supérieur. Pour certains[Qui ?], la petite taille de certaines pointes de la Gravette (Gravettien) ou de certaines pointes à cran (Solutréen) démontrerait que l’arc existe depuis au moins 20 000 ans.

## Épipaléolithiqueet Mésolithique
L'utilisation de l'arc et de la flèche, parfois munie d'armatures microlithiques, est attestée par différentes découvertes dont une flèche datant de −10 800 ans (Stellmoor, Allemagne du Nord),.

## Néolithique
L'apparition du stockage des aliments et la constitution de réserves ont eu pour effet indirect un début de hiérarchisation de la société, avec la mise en place progressive d'une classe de guerriers pour protéger les champs et les réserves de la convoitise des groupes voisins. Le niveau supérieur de l'hypogée de Roaix (Vaucluse), daté de 2 090 +/- 140 av. J.-C., a livré les squelettes imbriqués d'une quarantaine d'individus, hommes, femmes ou nouveau-nés, dont certains présentaient des pointes de flèches fichées dans les os du bassin ou au milieu du thorax  : il s'agit de l'une des plus anciennes preuves d'inhumation collective à la suite d'un massacre et de l'un des premiers témoignages de guerre,.
L'utilisation d'outils agricoles dans le cadre de conflits peut être envisagée mais est difficile à prouver.

## Liste des armes préhistoriques
- Lance

- Sagaie
- Gourdin
- Harpon
- Arc et flèches

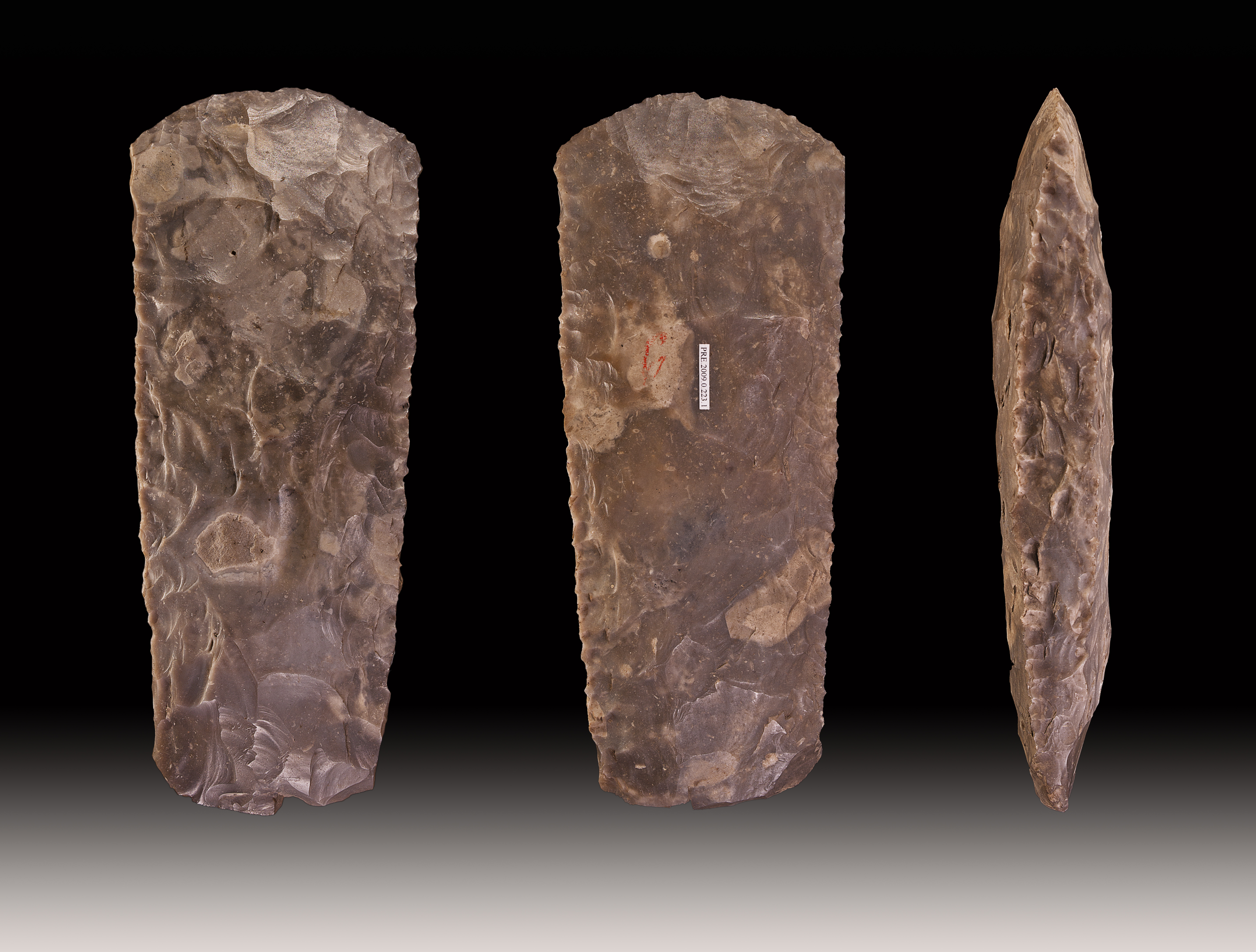
Préforme de hache avant polissage.

- Haches : dès le Paléolithique inférieur, certains outils de pierre taillée tels que les hachereaux ont probablement été utilisés emmanchés pour le travail du bois, les bifaces étant plutôt destinés à la boucherie[17]. La technique du polissage est utilisée dès le Paléolithique supérieur pour le travail des matières dures animales (os, bois, ivoire) mais aussi de la pierre. Elle est également attestée ponctuellement dans des sociétés de chasseurs-cueilleurs, comme dans le Mésolithique.
Toutefois la généralisation du polissage n’intervient qu’au Néolithique avec le développement des travaux de défrichage liés à l’agriculture. Cette technique permet en effet d’obtenir des haches et des herminettes aux tranchants réguliers et très résistants, qui pourront trancher les fibres du bois sans s'esquiller. Le polissage n’est que la dernière étape de la fabrication de la lame de hache et qu’elle intervient après un façonnage généralement bifacial.
- Fronde : arme individuelle de jet, qui fut employée en Europe, au Moyen-Orient et en Amérique à partir du Paléolithique.
- Propulseur
- Boomerang
- Sarbacane
- Bola.